# Alec Mansion
Pour les articles homonymes, voir Alec et Mansion.
Alec Mansion, né à Bruges en 1958, est un chanteur et producteur belge, surtout connu pour avoir été membre du groupe Léopold Nord et Vous.

## Biographie
Né d'un père contrebassiste et d'une mère violoniste, il étudie le piano, l'harmonie et le solfège au Conservatoire royal de Liège dont il obtint un premier prix. Il vit toute sa jeunesse sur les hauteurs de Liège, à Cointe. Il fit partie de plusieurs groupes musicaux durant son adolescence.
Deux albums en solo. En 1982, Microfilms passe inaperçu. Ensuite, un léger succès, en 1983, avec l'album homonyme : Alec Mansion, sorti en Belgique et aux Pays-Bas chez WEA (Warner Europe). Cet album contient L'eau de Nice, sorti en single 45 tours.
Dans les années 1980, Il se consacre aussi à la production, surtout celle des titres de son épouse de l'époque, Muriel Dacq (et son succès Tropiques). Alec Mansion forme le trio musical Léopold Nord et Vous avec deux de ses quatre frères : Benoît et Hubert Mansion. Ils connurent le succès en 1987 avec leur premier single, C'est l'amour qui fut vendu à plus d'un million d'exemplaires en France et en Belgique. 
En 1988, le groupe connut un succès moindre avec Les Hippopotamtam. Le groupe se sépara par la suite et Alec continua sa carrière en solo. En 1998, il lance le single Le bal des gueux au profit de l’Opération Thermos, qui distribue des repas pour les sans-abris dans les gares. Cette chanson est interprétée par trente-huit artistes et personnalités dont Toots Thielemans, Stéphane Steeman, Marylène, Armelle, Jacques Bredael, Lou, Alec Mansion, Muriel Dacq, les frères Taloche, Morgane, Nathalie Pâque, Frédéric Etherlinck, Richard Ruben, Christian Vidal, Marc Herman, Jeff Bodart, Jean-Luc Fonck, Benny B et Daddy K.
En 2001, il reste 16 semaines dans l'Ultratop belge avec Cette femme est un héros. Seul l'amour est un album de Marie-Christine Maillard datant de 2000. Il voit les participations de Frédéric Zeitoun et Alec Mansion entre autres. Composé par Alec Mansion et Frédéric Zeitoun, Le Grand Soir est le titre que Nuno Resende défend au Concours Eurovision de la chanson 2005 pour les couleurs de la Belgique,. Le titre sort en single et se classe no 23 en Belgique.
En 2007 et 2008, il participe à la tournée RFM Party 80, un spectacle musical qui rassemble des chanteurs des années 1980 ayant été en tête du Top 50. 
Grâce à cette tournée, en 2009, il chante, en duo avec Jean-Pierre Mader Bruxelles-Toulouse qui se classe 14e en Belgique.
En 2012, dans le film Stars 80 produit par Thomas Langmann, il joue son propre rôle. Il le reprend cinq ans plus tard dans Stars 80, la suite.
En 2014, il enregistre le single Changer Le Monde Avec L'Amour en duo avec Patrick Hernandez.
En 2019, il se lance en politique sur la liste de droite d'Alain Destexhe, dont il se retire ensuite.
Il reprend la chanson Ça plane pour moi de Plastic Bertrand, en duo avec Philippe Lafontaine.

## Vie privée
Il est divorcé de Muriel Dacq.

## Discographie
- 1984 : Dans l'eau de Nice[14].